# Биоорганична химия
Биоорганичната химия е научна дисциплина, която съчетава органичната химия и биохимията. Изучава биополимерите – белтъци, въглехидрати, липиди, нуклеинови киселини (РНК и ДНК), ензими (ферменти), витамини, хормони, както и биологичното окисление, метаболитните цикли (цикъл на Кребс, орнитинов цикъл и др.), биоенергетика (АТФ), метаболизъм на биополимерите (протеини, въглехидрати и липиди). 
Биоорганичната химия е основа на молекулярната биология и медицинската химия.